# Reese Witherspoon
Laura Jeanne Reese Witherspoon (New Orleans, Louisiana, 1976. március 22. –) Oscar-díjas és Golden Globe-díjas amerikai filmszínésznő.
Első szerepét a Holdember című filmben kapta tizennégy évesen, amit több mérsékelt sikerű, családi jellegű mozi követett az 1990-es évek elején, majd a Rettegés című thriller révén tiniidol vált belőle. A Gimibosziban már fiatal nőként tűnt fel, áttörő sikert pedig a Doktor Szöszi főszerepe hozott számára. 2005-ben rávetült a filmvilág figyelme, mikor June Carter Casht játszotta el A nyughatatlan című alkotásban; szerepformálásáért tucatnyi díjban részesült, köztük Oscarban és Golden Globe-díjban. 2007-ben vált el férjétől, Ryan Phillippe-től, akivel 1999-ben keltek egybe. Két gyermekük született, Ava és Deacon. Mostani férjével, Jim Toth-tal 2010-ben házasodtak össze és egy közös gyermekük van, Tennessee James.

## Fiatalkora
Witherspoon New Orleansban, Louisiana államban született. Apja John Witherspoon, georgiai születésű altábornagy az amerikai hadsereg tartalékos állományában, később otolaringológus (fül-orr-gégész). Anyja Betty Witherspoon, gyermekgyógyászati ápolónő a Tennessee állambeli Harrimanből, később professzorasszony a Vanderbilt Universityn. Witherspoon elmondása szerint egyenes ági leszármazottja a skóciai születésű John Witherspoonnak, aki egyik aláírója volt az Egyesült Államok függetlenségi nyilatkozatának és hatodik elnöke a Princetoni Egyetemnek. A színésznő az episzkopális (az episzkopális egyház protestáns egyház, melyben a római katolikus püspökséghez hasonló hierarchia van ) vallásban nevelkedett. Kiskorában négy évet élt Wiesbadenben, Németországban, ahol édesapja az amerikai hadsereg tagjaként dolgozott. Miután visszatért az Egyesült Államokba, Witherspoon Nashville-ben, Tennesse-ben töltötte gyermekkorát, ahol – ahogy egy, az Interview magazinnak adott interjújában meséli – „olyan környezetben nőttem fel, amiben a nők rengeteget vittek véghez. És ha erre nem voltak képesek, az csak a társadalmi korlátok miatt volt. Nagymamám – édesapám anyja – mellett nőttem fel, aki hihetetlenül értelmes volt, de a társadalom és az illendőség határokat szabott neki… Nem tudott betelni az olvasással, s engem is bátorított rá, mikor gyerek voltam…” A nagymama képességei és azok érvényesülésének hiánya folytonosan motiválja Witherspoont az életben. Nashville-ben végezte el a Harpeth Hall School magániskolát, ahová csak lányok jártak, és ahol Witherspoon pompomlány is volt. Ezt követően a kaliforniai Stanford Egyetem hallgatója volt, angol irodalom szakon. Egy év elvégzése után otthagyta az egyetemet, hogy megvalósítsa színészi karrierjét.

## Karrierje

### A kezdetek
Witherspoon első szerepét a Vadvirágok című tévéfilmben kapta, melyet Diane Keaton rendezett, és amelyben Patricia Arquette partnere volt. 15 évesen ellátogatott a Holdember nyílt szereplőválogatására, hogy egy kisebb feladathoz jusson a filmben. Ennek ellenére a főszerepet kapta meg, alakításáért pedig Young Artist Awardra jelölték a fiatal színésznő kategóriában. Azóta figyelemreméltó karriert futott be, vígjátéki és drámai szerepekben egyaránt feltűnt. A Holdember sikerét követően további főszerepek vártak rá, de epizódikus megjelenések is akadtak szép számmal. 1992-ben egy kritikus állapotú beteg lányt játszott a Desperate Choices: To Save My Child címet viselő, televízió számára készített produkcióban, majd a következő évben a CBS minisorozatában, a Texasi krónikák: A vad vidékben fiatal feleségként volt látható. Szintén 1993-ban kisebb megmérettetés jutott neki a Jack, a mackóban, amivel azonban már elnyerte a Young Artist Awardot, mint mellékszereplő fiatal színésznő. Még ugyanebben az évben a tizenéveseket megcélzó Disney-mozifilmben, a Távol, ahol az elefántok…-ban a főszerep lett az övé. Egy évvel később viszont már a provokatív Mi a f... van címet viselő műben játszott.
1996-ban két jelentős szerepet kapott. Nicole Walkert játszotta a Rettegés című thrillerben Mark Wahlberg és Alyssa Milano oldalán. Később a hasonló műfajú Pokolsztrádában tűnt fel, Kiefer Sutherland és Brooke Shields partnereként. Utóbbi alakítása révén elnyerte a legjobb színésznőnek járó díjat a Cognac Festival du Film Policieren, s ezzel újabb lépést tett a sztárrá válás útján. 1998 mozgalmas év volt Witherspoon számára, hiszen három produkció szerepelt ekkor filmográfiájában. A Pleasanvtille, melyben Tobey Maguire-rel játszott, Young Hollywood Awardot hozott számára a legjobb áttörő női alakítás kategóriában.
1999-ben Witherspoon Lissát alakította az Ember tervez című drámában, és Annette Hargrove-ként láthattuk a Kegyetlen játékokban, későbbi férje, Ryan Phillippe és Sarah Michelle Gellar mellett. Ugyanebben az évben Tracy Flicket, a középiskolai eminens diáklányt keltette életre a Gimibosziban, első igazi főszerepében. A film éltető kritikákban részesült, Witherspoont Golden Globe-díj-ra és Independent Spirit Awardra jelölték, a Premiere Magazine pedig a „Minden idők 100 legjobb alakítása”-listájára is felvette karakterformálását; azonban Witherspoon egy interjúban megemlítette, hogy nehezen talált új munkát a film elkészülte után. Ennek okairól úgy vélekedett, „Szerintem azért lehetett ez, mert a karakter, akit játszottam, nagyon szélsőséges és amolyan hárpia – az emberek azt hitték, én is ilyen vagyok, s nem csupán eljátszottam a szerepet. Jártam meghallgatásokra, s mindig a második választás voltam – a stúdiók sosem akartak engem alkalmazni, s nem nagy sztárszínésznők miatt estem el a szerepektől, hanem olyanok miatt, akiket tőlem másmilyennek véltek, azt hiszem.”
A következő esztendőben Witherspoon mellékszereplő volt az Amerikai pszichóban és cameoszerepben tűnt fel a Sátánkában. Vendégszerepelt a Jóbarátok hatodik évadában, mint Jill, Rachel Green húga.

### Anyagi és kritikai sikerek
2001-ben Witherspoon a Doktor Szöszi főszerepében Elle Woodst, a legfrissebb divatnak élő fiatal nőt alakította, aki úgy dönt, hogy követi exbarátját a Harvard Egyetemre és jogot tanul. A szerep meghozta a színésznő számára az áttörést. Az általa alakított karakterről így nyilatkozott: „Mikor elolvastam a Doktor Szöszit, azt gondoltam, 'Beverly Hillsből való, gazdag, diáklány-szövetségi tag. Nagyszerű pasija van. Aki dobja. De kit érdekel? Ettől még ugyanúgy ki nem állhatom.' Úgyhogy tenni kellett felőle, hogy olyan személyiség legyen, akit egyszerűen képtelenség utálni.” A film nagy sikert aratott a jegypénztáraknál, csak hazájában 96 millió dollárt hozott. Witherspoon alakítását sorra méltatták a kritikusok, a média pedig „az új Meg Ryanként” kezdte emlegetni. Roger Ebert úgy vélekedett, „Witherspoon könnyedén töltötte meg szerepét ragyogással és gyors észjárással,” míg a Salon.com megjegyezte, „Witherspoon gyönyörűen körvonalazza Elle karakterét.” A Seattle Post-Intelligencer konklúziója szerint „Witherspoon tehetséges komikus, aki már csupán elevenségével és energiájával képes derűssé tenni egy jelenetet, s szinte egymaga a mozgatórugója ennek az egyszerű kis vígjátéknak.” A számos dicséret tetőpontjaként Witherspoon megkapta második Golden Globe-jelölését mint legjobb vígjátéki színésznő, s emellett elnyerte az MTV Movie Awardot is a legjobb vígjátéki alakítás kategóriában.
A film sikerét követően Witherspoon többféle szerepben is feltűnt. 2002-ben hangját kölcsönözte a Greta Wolfcastle nevű szereplőnek A Simpson család The Bart Wants What It Wants című epizódjában. Ugyanebben az évben Cecilyt alakította a Bunbury, avagy jó, ha szilárd az emberben, Oscar Wilde színdarabjának filmváltozatában; játékáért Teen Choice Awardra jelölték. Következő filmje a Mindenütt nő volt, Andy Tennant rendezésében. Witherspoon Melanie Charmichaelt formálta meg, a fiatal divattervezőt, aki egy New York-i politikus menyasszonya lesz; a gond csak az, hogy haza kell mennie Alabamába, hogy elváljon gyermekkori szerelmétől, akit hét éve hagyott ott. A film a színésznő legnagyobb anyagi sikerévé vált, az első hétvégéjén 35 millió dollárt hozott, összesen pedig 127 milliót, csak Észak-Amerikában. Ezen kiemelkedő eredmény ellenére a produkciót a kritikusok elutasítóan fogadták. A Miami Herald „sablonos, unalmas és kiszámítható romantikus vígjátéknak” titulálta, s a sajtó egyetértett abban, hogy a film a nagy érdeklődést kizárólag Witherspoonnak köszönhette. Witherspoon szerepéről szólva a The Christian Science Monitor azt írta, „nem a film fő vonzereje, hanem az egyetlen vonzereje.”
2003-ban a Doktor Szöszi sikerének megismétlésére tett kísérletet a Doktor Szöszi 2.-vel. Elle Woods immáron a Harvardon végzett ügyvéd, aki küldetésének érzi az állatok megvédését a kozmetika iparának kísérleteitől. A folytatás anyagilag némileg elmaradt elődjétől, s a kritika is messze gyengébbnek vélte. Az USA Today véleménye az volt, a film „erőltetett, nem vicces és szinte kínos,” s hozzátette, „Reese Witherspoon ugyanakkor most is remekül játssza a szeretnivaló szőke tudort, ám a kiváló komikusi vénáját humortalan dialógusokra pazarolja.” A Salon.com ítélete szerint a folytatás „tönkretesz mindent, ami jó volt az első filmben.” A negatív visszhang ellenére a film 39 millió dollárt gyűjtött első öt napján Észak-Amerikában, s végül világszerte 125 millió dolláros bevételt ért el. Witherspoon 15 millió dolláros gázsit vehetett fel a szerepért, amivel Hollywood egyik legjobban fizetett színésznőjévé vált.

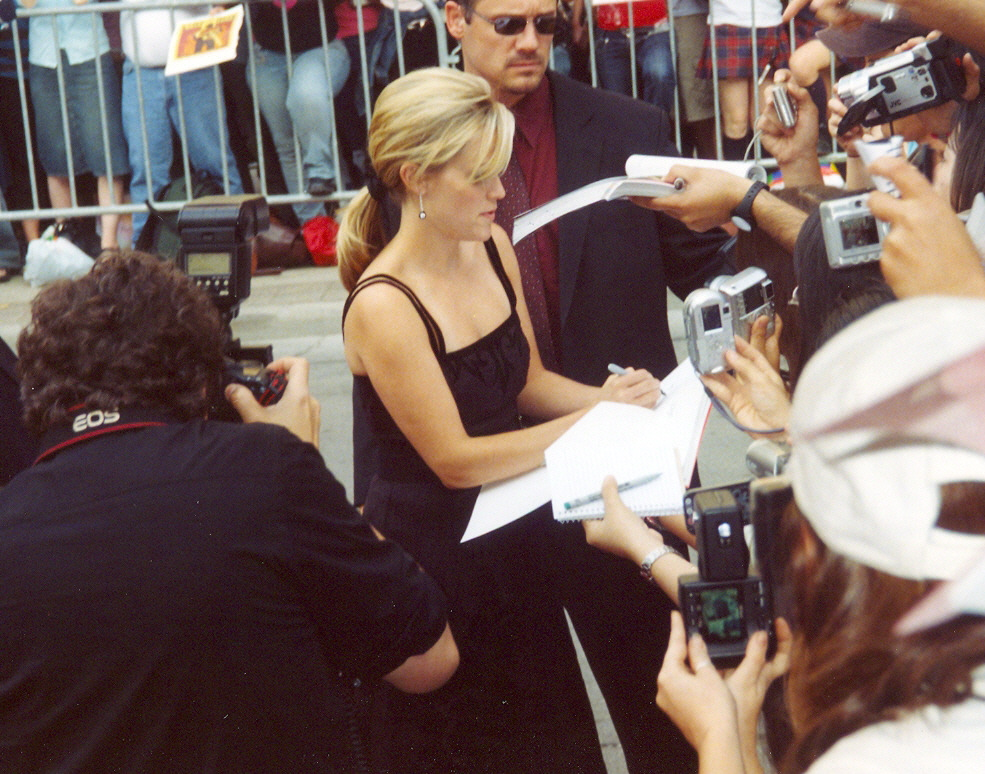
Reese Witherspoon autogramot osztogat A nyughatatlan premierjén a 2005-ös torontói filmfesztiválon az ontariói Torontóban

A következő évben Becky Sharp jelmezét öltötte magára a XIX. századi klasszikus, a Hiúság vására Mira Nair által rendezett filmváltozatában. Witherspoon karaktere egy olyan nő, aki szegénysori gyermekkora hatására könyörtelenné, eltökéltté és ambiciózussá válik, hogy megtalálja szerencséjét és előkelő társadalmi pozíciót érjen el. A színésznő állapotos volt a forgatás alatt, így komoly odafigyelést jelentett öltöztetése, hogy elrejtsék gömbölyödő hasát. Ugyanakkor Witherspoon nem tartotta állapotát akadályozónak munkájában; úgy vélekedett, várandóssága valójában segítette őt Sharp karakterének megfestésében: „Tetszik a fényesség, ami a terhességgel jár, szeretem a molettséget, szeretem a megnövekedett kebleket – több lehetőséget adott az alakításomhoz” – nyilatkozta. A film maga és Witherspoon játéka is jó kritikákban részesült, ahogy a The Hollywood Reporter írta, „Nair szereplőgárdája nagyszerű. Witherspoon méltó a pikáns szerepre, azzal, hogy több elevenséget visz bele, mint huncutságot.” A Los Angeles Times szerint Becky „olyan szerep, amelynek Reese Witherspoon az eljátszására született.”
2005-ben Witherspoon Mark Ruffalo mellett játszott a Ha igaz volna… című romantikus komédiában; a filmben egy San Franciscó-i orvost, Elizabeth Mastersont alakítja, aki autóbaleset következtében kómába esik, s szelleme a régi házában marad, ahova egy férfi költözik, s ahol mindketten megtalálják az igaz szerelmet.
Szintén ebben az évben került a mozikba A nyughatatlan című film, melyben a színésznő June Carter Cashként, Johnny Cash country-énekes és dalszerző feleségeként tűnt fel. Witherspoonnak nem volt alkalma találkozni Carter Cash-sel, mivel éppen folytak a Hiúság vására munkálatai, mikor az énekesnő elhunyt. Witherspoon saját maga énekel a filmben, s mivel a dalokat igazi közönség előtt kellett előadnia filmbéli partnerével, Joaquin Phoenix-szel, hat hónapon át vett énekórákat. Mikor megtudta, hogy élőben kell teljesítenie, annyira megrémült, hogy megkérte ügyvédjét, bontsa fel a filmre szóló szerződést. „Ez volt a legnagyobb kihívás a szerepben,” idézte fel egy későbbi interjúban, „Meg kellett tanulnom énekelni: sosem énekeltem professzionális szinten.” Szerepformálása mindenesetre éljenzésre talált a kritikusok körében, Roger Ebert szerint alakítása „határtalan energiát” kölcsönzött a filmnek. Witherspoon számtalan kritikusi díjat nyert el világszerte, köztük Golden Globe-ot, a Színészek Szövetsége díját, a Brit Filmakadémia díját, azaz a BAFTA-t és az Oscar-díjat.
Számos alkalommal végzett előkelő helyen (gyakran az elsőn) a legjobban kereső színésznők listáján, melyet a Forbes és a Hollywood Reporter állított össze.

### Közelmúltbeli munkák és elkövetkezendő projektek
Witherspoon első Oscar-díj utáni szerepe a Penelope című modernkori tündérmesében volt, ahol az egyik mellékszereplőt játssza, Christina Ricci malacorrú karakterének legjobb barátját, a szeszélyes Annie-t. A film forgatása 2006 márciusában kezdődött, szinte rögtön azután, hogy a színésznő elnyerte az Akadémia díját. A film a 2006-os Torontói Filmfesztiválon debütált, de az amerikai mozik még nem mutatták be.
A színésznő 2006 novemberében kezdte forgatni a Kiadatás című politikai thrillert. Partnerei között Meryl Streep, Alan Arkin, Peter Sarsgaard és Jake Gyllenhaal is megtalálható. A filmben Witherspoon Isabella El-Ibrahimiként, egy terrorizmussal gyanúsított egyiptomi-amerikai férfi terhes feleségeként látható. A produkció 2007 októberében került a mozikba, így közel két év telt el Witherspoon legutóbbi feltűnése óta. A Kiadatást sok kritikával illették és a torontói filmfesztivál csalódásaként aposztrofálták. A színésznő alakítása sem nyerte el az újságírók egyöntetű tetszését: „Reese Witherspoon meglepően élettelen” – volt olvasható az USA Today hasábjan – „Általában energiával és szellemmel tölti meg szerepeit, de itt alakítása elfojtottnak hat.”
Witherspoon következő munkája a Universal Pictures egy 1939-es alkotáson alapuló filmje lesz az Oscar-díjas Michael Arndt forgatókönyvéből, majd a Four Christmases című vígjáték következik, melyben Vince Vaughn lesz a partnere; a film egy párról szól, akik karácsonykor meglátogatják mind a négy elvált szüleiket. 2009-re várható az Our Family Troubles címet viselő produkció, amiben Witherspoon első ízben tesz kitérőt a horror műfajába. A filmet Jennifer Simpsonnal közösen készítik a Type A produkciós cég égisze alatt.

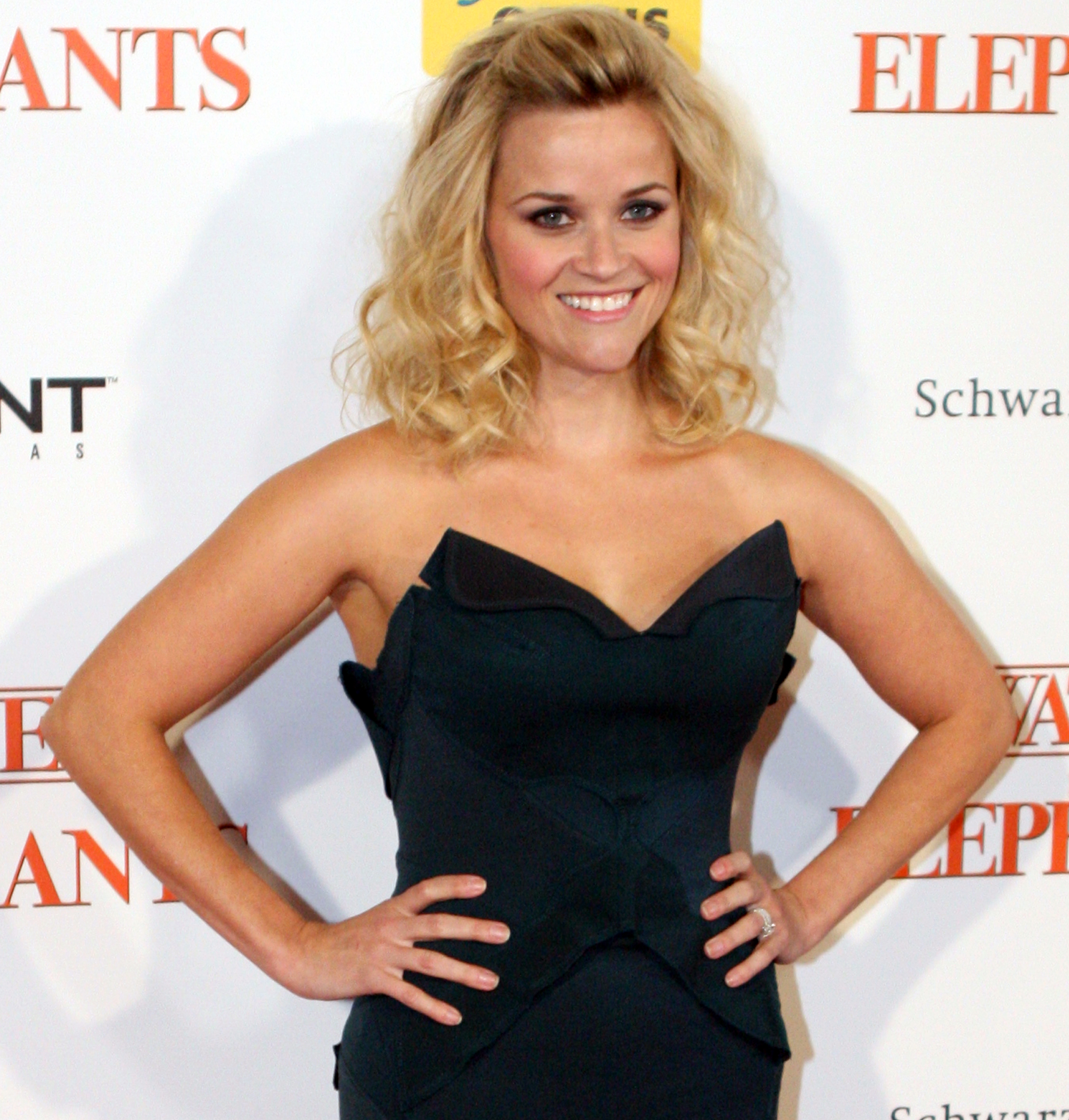
Witherspoon a Vizet az elefántnak premierjén 2011 májusában

## Produceri tevékenysége
Witherspoon tulajdonosa a Type A Films produkciós cégnek. Egy ideig az a tévhit terjengett, hogy Witherspoon gyermekkori beceneve, a „Little Miss Type A.” után nevezték el, azonban a színésznő tisztázta a dolgot az Interview magazinban: „Az emberek azt hiszik, magam után neveztem el […] Ez tulajdonképpen a családom belső vicce volt, mert hétévesen megértettem bonyolult orvosi kifejezéseket, úgymint a az A és B típusú személyiségek közötti eltérést. De bárcsak Dogfood Filmsnek (Kutyaeledel Filmek) vagy Forknak (villa) vagy ilyesminek neveztem volna el. Ezt most már nem mosom le magamról.”
A cég első filmje a Doktor Szöszi 2 volt 2003-ban, ezt követte a Penelope.

## Karitatív szerepvállalása
Witherspoon régóta támogatója a Save the Children nevű szervezetnek, amely a gyerekeket segíti a tanulmányaikban, egészségügyileg és a sürgősségi esetekben világszerte. Szintén kapcsolatban áll a Children's Defense Fund gyermekeket támogató- és kutatócsoporttal. 2006-ban Witherspoon azon színésznők között volt, akik New Orleans-ba, Louisiana államba utaztak az utóbbi alapítvány szervezésében, hogy felhívják a figyelmet a Katrina hurrikán áldozatainak helyzetére. Witherspoon segítette a város első Freedom Schooljának (alternatív, nyílt oktatási intézmény afrikai-amerikaiak számára) megnyitását; továbbá gyerekekkel találkozott és beszélgetett. Később a színésznő mindezt olyan élménynek nevezte, amit sosem fog elfelejteni.
2007-ben Witherspoon több évre szóló megállapodást írt alá az Avon Productsszal, melynek értelmében ő lesz a cég első Globális Nagykövete, így egyúttal az Avon kozmetikumok szóvivője és az Avon Foundation tiszteletbeli elnökasszonya, mely alapítvány a nők segítésére helyezi a hangsúlyt, kiemelten a mellrák és a családi erőszak ügyében. Witherspoonnak ezen kívül szerepe van a termékfejlesztésben és megjelenik reklámokban is. Az alapítványhoz való csatlakozásának motivációjaként azt mondta, „Nőként és anyaként mélyen érdekel más nők és gyermekek jóléte a világon mindenütt és az évek során mindig is kerestem a lehetőséget, hogy tegyek is ezért valamit.”

## Witherspoon a médiában
2000-ben a #13 lett a Maxim magazin a világ 100 legszexisebb nője listán. Witherspoon volt a házigazdája a Saturday Night Live-nak 2001. szeptember 29-én. 2006-ban szerepelt a „Time 100”-on, a Time magazin listáján, amely a világ 100 legbefolyásosabb emberét gyűjtötte össze. Az ő cikkét barátja és Doktor Szöszibeli partnere, Luke Wilson írta. Ugyanebben az évben felkerült az FHM magazin „A 100 Legszexisebb Nő A Világon”-listájára. Felbukkant továbbá 2006-ban és 2007-ben is a Forbes magazin éves „Celebrity 100” összeállításában is.
2007-ben a People magazin az egyik legjobban öltözött női sztárnak kiáltotta ki. Ugyanebben az esztendőben szalagcímre került a neve a világsajtóban, mint az Egyesült Államok filmiparának legjobban fizetett színésznője, filmenként 15-20 millió dollárt keresve, a The Hollywood Reporter szakmai lap adatai alapján.

## Magánélete
Witherspoon 1997 márciusában, a huszonegyedik születésnapja alkalmából rendezett partin ismerte meg Ryan Phillippe amerikai színészt, ahol is úgy mutatkozott be a fiatalembernek, hogy „Azt hiszem, te vagy a szülinapi ajándékom.” Phillippe 1998 decemberében jegyezte el Witherspoont, a következő évben pedig, miután együtt játszottak a Kegyetlen játékok című filmben, egybekeltek a dél-karolinai Charlestonban, 1999. június 5-én. Két gyermekük született: lányuk, Ava Elizabeth 1999. szeptember 9-én látta meg a napvilágot, fiuk, Deacon pedig 2003. október 23-án. Hogy mindig gyermekeik mellett lehessenek, a pár egyeztette forgatási naptárát.
2005-ben, válaszul a Witherspoon és Phillippe házassági tanácsadási részvételéről szóló bírálátokra, a színésznő azt mondta: „Csináltuk már korábban is, s mindig megdöbbent, hogy az emberek mennyire rászállnak erre a sztorira és milyen negatívan állítják be.” 2005 decemberében a The Oprah Winfrey Showban a következőt kérdezte: „Mióta rossz dolog, ha próbálsz segíteni magadon vagy a házasságodon? […] Senki sem tökéletes. […] Mindannyiunknak megvannak a maga problémái.” Még ugyanebben a hónapban egy másik interjúban elhangzott az is Witherspoon szájából, hogy „Ha valaki beképzeli magának, hogy ő tökéletes, vagy az élete tökéletes, vagy a kapcsolata tökéletes, s közben nagy energiát fektet be a látszat fenntartására a valóság ellenében, na az problémás eset.”
2006. június 21-én Witherspoon beperelte az amerikai Star Magazine bulvárlapot, amiért hamisan állították, hogy harmadjára is teherbe esett. Az eljárást nem részletezett általános és büntető kártérítésért nyújtotta be, kijelentve, hogy a lapban megjelent állítás ártott jóhírének, mivel azt sugallta, hogy rejtegeti terhességét a munkálatok alatt álló filmjei producerei előtt.
2006. október 30-án Witherspoon és Phillippe bejelentette, hogy úgy határoztak, hivatalosan is elválnak egymástól hét év házasságot követően. Witherspoon november 8-án beadta a válókeresetet, kiengesztelhetetlen különbségekre hivatkozva indokként. Keresetében a két gyermeke feletti kizárólagos szülői felügyeleti jog biztosítását kérte a maga számára, Phillippe számára pedig teljes láthatási jogot. Noha a pár nem kötött házassági szerződést és Phillippe-t Witherspoon vagyonának fele illette volna Kalifornia törvényei szerint, a színésznő a bíróságtól azt kérte, hogy azt ne biztosítsák a férfi számára. 2007. május 15-én Phillippe is keresetet nyújtott be a gyerekek közös gyakorlati felügyeletéért, azonban nem tett lépéseket a hitvestársi támogatással kapcsolatban, s nem akadályozta Witherspoon ezen jogosultságát feléje nézve. 2007 szeptemberében Witherspoon először beszélt nyíltan szétválásukról, mikor elmondta az Elle magazinnak, hogy mindez „nehéz és ijesztő élmény volt számára.” 2007. október 5-én a két színész véglegesített válási papírjait a Los Angeles-i feljebbviteli bíróság kartotékolta, amivel egyedülálló státuszuk hivatalosan is hatályba lépett.
2007 folyamán állandó spekuláció alakult ki a tömegmédiában Witherspoon és Kiadatásbeli partnere, Jake Gyllenhaal kapcsolata fölött, azonban Witherspoon tagadta a románcról szóló pletykákat 2007 őszén, a film reklámkampánya alatt. Az Entertainment Tonightnak úgy nyilatkozott, „Őrületes és mókás, hogy fel tudják fújni a dolgokat az emberek. Tényleg kíváncsi vagyok, mit találnak ki legközelebb.” Októberben, Witherspoon válásának hivatalos érvénybe lépésekor a két színész kapcsolata újfent a média középpontjába került, mikor napvilágot láttak azon fotók, melyeken Witherspoon és Gyllenhaal együtt látható római nyaralásuk alatt. 2009 decemberében szakítottak.
2010 februárban kezdett együtt járni Jim Toth tehetségkutatóval. Ugyanannak az évnek a decemberében bejelentették eljegyzésüket és 2011 március 26-án házasságot kötöttek. Tennessee James (Toth) nevű fiúgyermekük 2012 szeptember 27-én született. 2023. március 24-én jelentették be, hogy elválnak.

## Filmográfia

### Film
| Év   | Magyar cím                             | Eredeti cím                           | Szerep                           | Magyar hang         |
| ---- | -------------------------------------- | ------------------------------------- | -------------------------------- | ------------------- |
| 1991 | Holdember                              | The Man in the Moon                   | Dani Trant                       | Pacziga Mónika      |
| 1991 | Holdember                              | The Man in the Moon                   | Dani Trant                       | Molnár Ilona        |
| 1993 | Távol, ahol az elefántok...            | A Far Off Place                       | Nonnie Parker                    |                     |
| 1993 | Jack, a mackó                          | Jack the Bear                         | Karen Morris                     |                     |
| 1994 | Mi a f... van                          | S.F.W.                                | Wendy Pfister                    | Hámori Eszter       |
| 1994 | Mi a f... van                          | S.F.W.                                | Wendy Pfister                    | Bogdányi Titanilla  |
| 1996 | Pokolsztráda                           | Freeway                               | Vanessa Lutz                     | Murányi Tünde       |
| 1996 | Rettegés                               | Fear                                  | Nicole Walker                    | Varga Zsuzsa        |
| 1998 | Rejtélyes alkony                       | Twilight                              | Mel Ames                         | Kiss Virág          |
| 1998 | Rejtélyes alkony                       | Twilight                              | Mel Ames                         | Dögei Éva           |
| 1998 | Óvszer módszer                         | Overnight Delivery                    | Ivy Miller                       | Biró Anikó          |
| 1998 | Pleasantville                          | Pleasantville                         | Jennifer / Mary Sue Parker       | Roatis Andrea       |
| 1999 | Kegyetlen játékok                      | Cruel Intentions                      | Annette Hargrove                 | Zsigmond Tamara     |
| 1999 | Gimiboszi                              | Election                              | Tracy Flick                      | Majsai-Nyilas Tünde |
| 1999 | Ember tervez                           | Best Laid Plans                       | Lissa                            | Gubás Gabi          |
| 2000 | Sátánka – Pokoli poronty               | Little Nicky                          | Holly angyal (cameo)             | Roatis Andrea       |
| 2000 | Amerikai Psycho                        | American Psycho                       | Evelyn Williams                  | Kisfalvi Krisztina  |
| 2001 | A trombitás hattyú                     | The Trumpet of the Swan               | Serena (hangja)                  | Roatis Andrea       |
| 2001 | A trombitás hattyú                     | The Trumpet of the Swan               | Serena (hangja)                  | Hermann Lilla       |
| 2001 | Doktor Szöszi                          | Legally Blonde                        | Elle Woods                       | Kökényessy Ági      |
| 2002 | Bunbury, avagy jó, ha szilárd az ember | The Importance of Being Earnest       | Cecily Cardew                    | Gubás Gabi          |
| 2002 | Mindenütt nő                           | Sweet Home Alabama                    | Melanie Smooter                  | Kökényessy Ági      |
| 2003 | Doktor Szöszi 2.                       | Legally Blonde 2: Red, White & Blonde | Elle Woods                       | Kökényessy Ági      |
| 2004 | Hiúság vására                          | Vanity Fair                           | Becky Sharp                      | Orosz Helga         |
| 2005 | A nyughatatlan                         | Walk the Line                         | June Carter Cash                 | Németh Borbála      |
| 2005 | Ha igaz volna...                       | Just Like Heaven                      | Dr. Elizabeth Masterson          | Kökényessy Ági      |
| 2006 | Édes kis malackám                      | Penelope                              | Annie                            | Kökényessy Ági      |
| 2007 | Kiadatás                               | Rendition                             | Isabella Fields El-Ibrahimi      | Kisfalvi Krisztina  |
| 2008 | Négy karácsony                         | Four Christmases                      | Kate                             | Kökényessy Ági      |
| 2009 | Szörnyek az űrlények ellen             | Monsters vs. Aliens                   | Susan Murphy / Drabália (hangja) | Németh Borbála      |
| 2010 | Honnan tudod?                          | How Do You Know                       | Lisa                             | Kisfalvi Krisztina  |
| 2011 | Vizet az elefántnak                    | Water for Elephants                   | Marlena Rosenbluth               | Balsai Móni         |
| 2012 | Kémes hármas                           | This Means War                        | Lauren Scott                     | Kökényessy Ági      |
| 2012 | Mud                                    | Mud                                   | Juniper                          | Zsigmond Tamara     |
| 2013 | Ördöglakat                             | Devil's Knot                          | Pamela Hobbs                     | Kökényessy Ági      |
| 2014 | Holtodiglan                            | Gone Girl                             | nem szerepel                     |                     |
| 2014 | Vadon                                  | Wild                                  | Cheryl Strayed                   | Balsai Móni         |
| 2014 | Szudán elveszett fiai                  | The Good Lie                          | Carrie Davis                     | Kökényessy Ági      |
| 2014 | Beépített hiba                         | Inherent Vice                         | Penny Kimball                    | Kökényessy Ági      |
| 2015 | Csábítunk és védünk                    | Hot Pursuit                           | Rose Cooper rendőr               | Kökényessy Ági      |
| 2016 | Énekelj!                               | Sing                                  | Rosita (hangja)                  | Zsigmond Tamara     |
| 2017 | Újra otthon                            | Home Again                            | Alice Kinney                     | Kökényessy Ági      |
| 2018 | Időcsavar                              | A Wrinkle in Time                     | Mrs. Whatsit                     | Kiss Virág          |
| 2019 | Lucy az égben                          | Lucy in the Sky                       | nem szerepel                     |                     |
| 2021 | Énekelj! 2.                            | Sing 2                                | Rosita (hangja)                  | Zsigmond Tamara     |
| 2022 | Ahol a folyami rákok énekelnek         | Where the Crawdads Sing               | nem szerepel                     |                     |
| 2023 | Nálad vagy nálam?                      | Your Place or Mine                    | Debbie Dunne                     | Kökényessy Ági      |
| 2025 | Szeretettel meghívjuk                  | You're Cordially Invited              | Margot                           | Ruttkay Laura       |

### Televízió
| Év        | Magyar cím                                            | Eredeti cím                                           | Szerep                           | Megjegyzések                                                      |
| --------- | ----------------------------------------------------- | ----------------------------------------------------- | -------------------------------- | ----------------------------------------------------------------- |
| 1991      | Vadvirágok                                            | Wildflower                                            | Ellie Perkins                    | tévéfilm                                                          |
| 1992      |                                                       | Desperate Choices: To Save My Child                   | Cassie Robbins                   | tévéfilm                                                          |
| 1993      | Texasi krónikák – A vad vidék                         | Return to Lonesome Dove                               | Ferris Dunnigan                  | minisorozat                                                       |
| 2000      | Texas királyai                                        | King of the Hill                                      | Debbie Grund (hangja)            | 2 epizód                                                          |
| 2000      | Jóbarátok                                             | Friends                                               | Jill Green                       | 2 epizód                                                          |
| 2001–2015 | Saturday Night Live                                   | Saturday Night Live                                   | házigazda / több szerep          | 1 epizód                                                          |
| 2002      | A Simpson család                                      | The Simpsons                                          | Greta Wolfcastle (hangja)        | 1 epizód                                                          |
| 2003      |                                                       | Freedom: A History of Us                              | több szerep                      | dokumentumsorozat (3 epizód)                                      |
| 2009      | Szörnyek az űrlények ellen – A mutáns tökök inváziója | Monsters vs. Aliens: Mutant Pumpkins from Outer Space | Susan Murphy / Drabália (hangja) | különkiadás                                                       |
| 2015      |                                                       | Best Time Ever with Neil Patrick Harris               | vendég bemondó                   | 1 epizód                                                          |
| 2015      | Muppet Show                                           | The Muppets                                           | önmaga                           | 1 epizód                                                          |
| 2017      |                                                       | The Mindy Project                                     | önmaga                           | 1 epizód                                                          |
| 2017–2019 | Hatalmas kis hazugságok                               | Big Little Lies                                       | Madeline Martha Mackenzie        | - főszereplő és vezető producer - magyar hangja: - Kökényessy Ági |
| 2018      |                                                       | Shine On with Reese                                   | önmaga                           | házigazda és vezető producer                                      |
| 2019–     |                                                       | The Morning Show                                      | Bradley Jackson                  | főszereplő és vezető producer                                     |
| 2020      | Kis tüzek mindenütt                                   | Little Fires Everywhere                               | Elena Richardson                 | főszereplő és vezető producer                                     |
| 2021      | Jóbarátok: Újra együtt                                | Friends: The Reunion                                  | önmaga                           | különkiadás                                                       |
| 2023      | Daisy Jones & the Six                                 | Daisy Jones & the Six                                 | nem szerepel                     | vezető producer                                                   |
| 2023      | Country, az én stílusomban                            | My Kind of Country                                    | önmaga                           | vezető producer                                                   |

## Díjak, elismerések
Jack, a mackó
- Young Artist Award
  - legjobb fiatal mellékszereplő színésznő

Pokolsztráda
- Cognac Festival du Film Policier
- Katalóniai Nemzetközi Filmfesztivál
  - legjobb színésznő

Pleasantville
- Young Hollywood Award
  - legjobb áttörő alakítás

Kegyetlen játékok
- Blockbuster Entertainment Award
  - kedvenc mellékszereplő színésznő

Gimiboszi
- Golden Globe-díj-jelölés
  - legjobb színésznő (vígjáték/musical)
- Kansas City Filmkritikusok Köre
- Amerikai Filmkritikusok Országos Társasága
- Online Filmkritikusok Társasága
  - legjobb színésznő

Dr. Szöszi
- Golden Globe-díj-jelölés
  - legjobb színésznő (vígjáték/musical)
- MTV Movie Award
  - legjobb vígjátéki alakítás
  - legjobban öltözött
  - legjobb szöveg

Mindenütt nő
- Teen Choice Award
  - kedvenc csókjelenet

A nyughatatlan
- Oscar-díj
  - legjobb női főszereplő
- Golden Globe-díj
  - legjobb színésznő (vígjáték/musical)
- BAFTA-díj
  - legjobb női főszereplő
- Austini Filmkritikusok Szövetsége
- Bostoni Filmkritikusok Társasága
- Rádiós Filmkritikusok Szövetsége
- Floridai Filmkritikusok Köre
- Kansas City Filmkritikusok Köre
- Las Vegas-i Filmkritikusok Társasága
- Amerikai Filmkritikusok Országos Társasága
- New York-i Filmkritikusok Köre
- Online Filmkritikusok Társasága
- San Franciscói Filmkritikusok Köre
- Washington DC Környéki Filmkritikusok Szövetsége
  - legjobb színésznő
- Satellite Award
  - kiemelkedő színésznő (vígjáték/musical)
- Filmszínészek Egyesülete
  - kiemelkedő női főszereplő
- Teen Choice Award
  - kedvenc színésznő (dráma/akció-kaland)